# Định Long
Định Long là một xã cũ thuộc huyện Yên Định, tỉnh Thanh Hóa, Việt Nam.
Xã Định Long có diện tích 4,3 km², dân số năm 1999 là 4642 người, mật độ dân số đạt 1080 người/km².

## Lịch sử
Theo Nghị quyết số 1686/NQ-UBTVQH15 ra tháng 6 năm 2025, trên cơ sở giải thể huyện Yên Định và thành lập xã Yên Định trên cơ sở sáp nhập toàn bộ diện tích tự nhiên và dân số của 3 địa phương của huyện là Thị trấn Quán Lào, và 3 xã là Định Liên, Định Long, Định Tăng.

## Hành chính
Xã Định Long bao gồm 3 làng, chia thành 6 thôn.
Ba làng bao gồm: Là Thôn, Phúc Thôn, Tân Ngữ. Trong đó làng Tân Ngữ có kinh tế phát triển nhất, giáp trung tâm huyện, có bệnh viện trung tâm Yên Định nằm ở đây.
Sáu thôn bao gồm: thôn 1, thôn 2, thôn 3, thôn 4, thôn 5, thôn 6.
Từ ngày 17 tháng 8 năm 2018, xã Định Long có 4 thôn là Là Thôn, Phúc Thôn, Tân Ngữ 1 và Tân Ngữ 2.

## Kinh tế-Xã hội
Xã Định Long có chợ Bản là trung tâm giao lưu văn hóa, buôn bán của huyện Yên Định và các huyện xung quanh như Vĩnh Lộc, Thiệu Hóa. Chợ Bản họp vào các ngày âm lịch sau: Mồng 1, mồng 5, mồng 10, ngày 15, ngày 20 và ngày 25.
Định Long có nền kinh tế thuần nông nghiệp, chủ yêu là trồng trọt và chăn nuôi. Tuy nhiên từ khi đường sá được mở rộng rồi bệnh viện huyện chuyển về đây thì thương nghiệp, sản xuất bắt đầu phát triển.

## Danh sách cán bộ
1. Nguyễn Văn Ngọc - Chủ tịch UBND xã
2. Lưu Văn Đát: P.Bí thư, CT HD Nhân dân xã
3. Trịnh Hữu Dũng - P.Bí thư TT Đảng ủy
4. Ngô Văn Thận - UV BTV Đảng ủy, CT UB MTTQ xã
5. Hoàng Ngọc Công - UV BCH, P.Chủ tịch HDND xã
6. Lê Văn Cường - UV BTV Đảng ủy, P.Chủ tịch UBND xã
7. Nguyễn Đức Luân - Trưởng CA, UV UBND xã
8. Trịnh Viết Ka: CHT Ban CHQS, UV UBND xã.
9. Nguyễn Thị Hải: VP Ủy ban Nhân dân xã

Định Long có một người rất nổi tiếng hiện nay đó là ông Trịnh Văn Chiến, UVTWĐ, Bí thư Tỉnh ủy Tỉnh Thanh Hóa, Chủ tịch HĐND Tỉnh Thanh Hóa, nguyên là Chủ tịch UBND tỉnh. Ông người làng Là Thôn. https://tuoitre.vn/nguyen-bi-thu-thanh-hoa-trinh-van-chien-vi-pham-nghiem-trong-lien-quan-flc-aic-202306151539457.htm
https://thuonghieuvaphapluat.vn/nguyen-bi-thu-tinh-uy-trinh-van-chien-cung-nhieu-lanh-dao-tinh-thanh-hoa-bi-ky-luat-d61150.html
https://www.nguoi-viet.com/viet-nam/trinh-van-chien-cuu-bi-thu-thanh-hoa-bi-so-gay-vi-dinh-flc-aic/